# Iveco Trakker

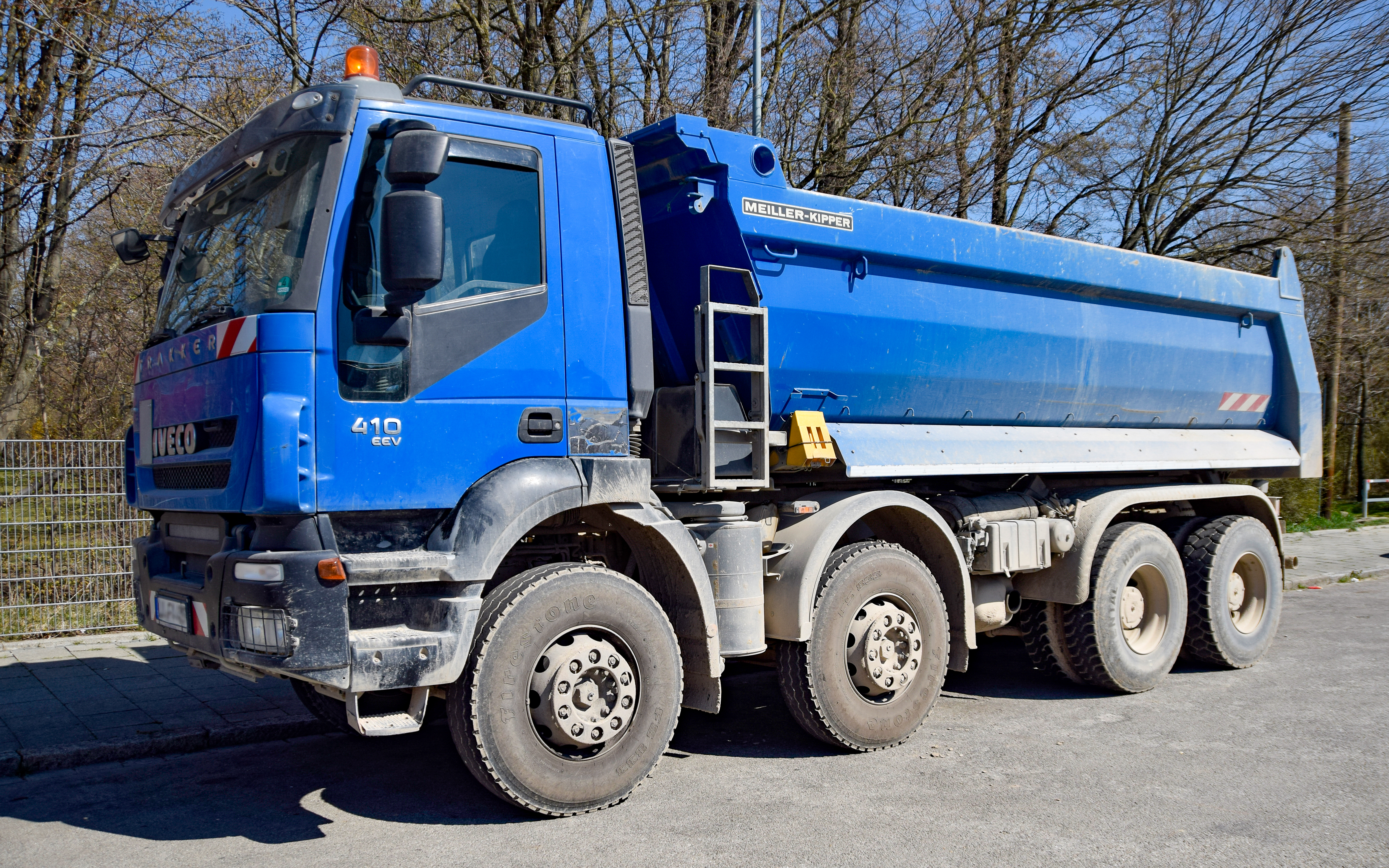
Iveco Trakker 410 EEV

El modelo Iveco Trakker es un modelo de camión producido por Iveco, para substituir el modelo Iveco Eurotrakker.

## Descripción
El Iveco Trakker es un vehículo destinado al transporte pesado, preferentemente destinado al sector de la construcción. Introducido al mercado en el año 2004, el Trakker, se encuentra disponible con el motor "Cursor 8" y "Cursor 13", bajo normas euro 5. Estos motores ofrecen desde 310 CV hasta 500 CV. El Trakker también fue diseñado para cumplir con tareas especiales (transportes militares, construcción, competición, etc.). La gama de camiones Astra, también perteneciente a Iveco, produce camiones de similares características a las del Trakker.

### Listas relacionadas
- Anexo:Materiales del Ejército de Tierra de España
- Anexo:Equipamiento del Ejército Argentino